# Station Wombwell
Wombwell is een spoorwegstation van National Rail in Wombwell, Barnsley in Engeland. Het station is eigendom van Network Rail en wordt beheerd door Northern Rail. 